# Paweł Sitarski
Paweł Sitarski (ur. 18 lutego 1976) – polski judoka.
Były zawodnik WKS Gwardia Warszawa (1992-2012). Dwukrotny brązowy medalista zawodów pucharu świata seniorów (Warszawa 1997 - kat. do 95 kg, Warszawa 2001 - kat. do 100 kg). Dwunastokrotny medalista mistrzostw Polski seniorów: trzykrotny złoty (2000 i 2004 - kat. do 100 kg, 2008 - kat. powyżej 100 kg), trzykrotny srebrny (2001, 2002 i 2003 - kat. do 100 kg) oraz sześciokrotny brązowy (1998 - kat. do 100 kg, 1999 - kat. powyżej 75 kg, 2001 - kat open, 2006 - kat. do 100 kg, 2007 - kat. powyżej 100 kg, 2012 - kat. do 100 kg). Uczestnik mistrzostw Europy seniorów (1997, 2000 i 2001).